# 阿尔贝里科·埃瓦尼
阿尔贝里科·埃瓦尼（義大利語：Alberico Evani，1963年1月1日—），意大利男子足球运动员。他曾代表意大利参加1994年国际足联世界杯。他也曾参加1988年夏季奥林匹克运动会。